# Oberfell

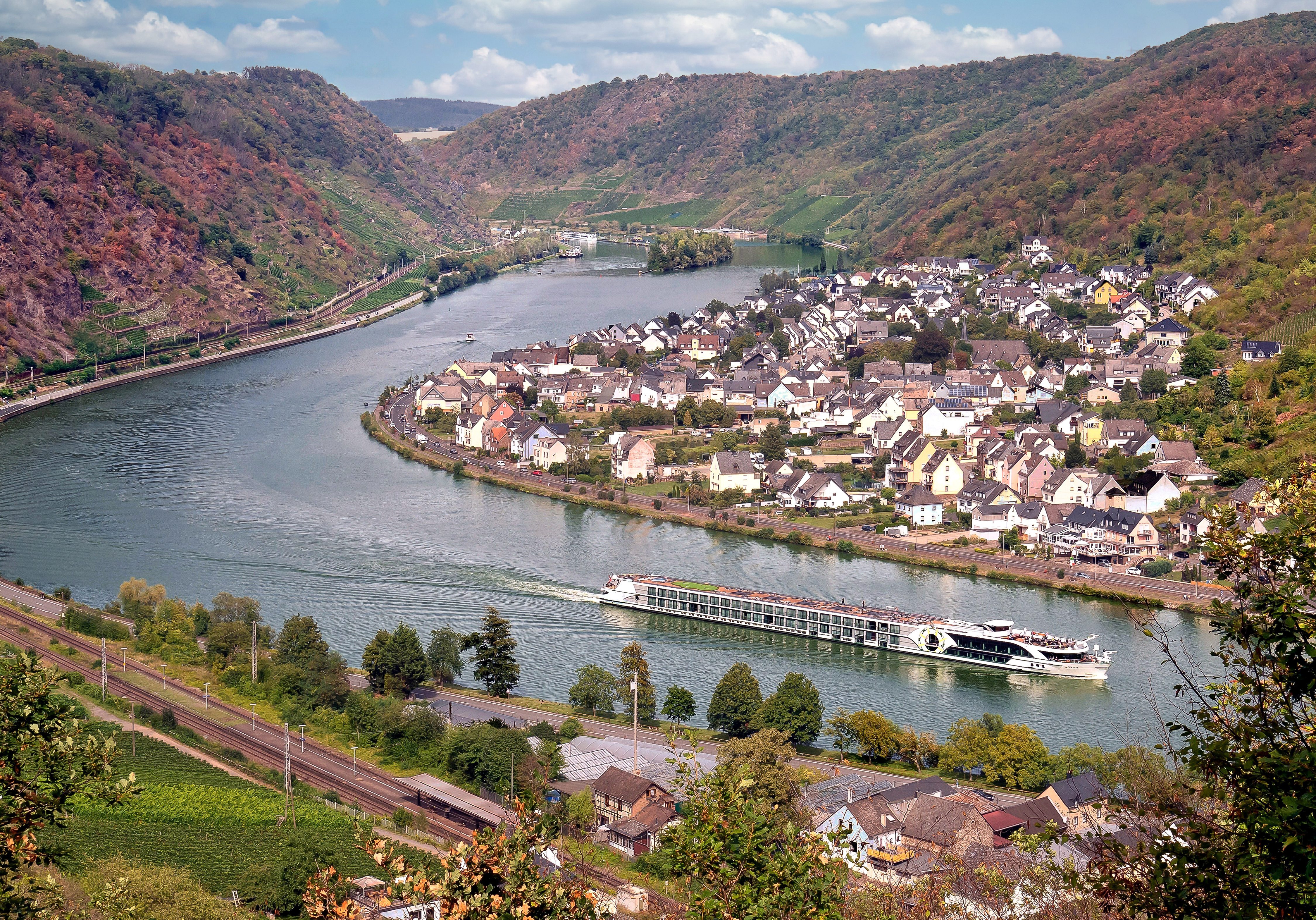
Oberfell, Blick von der anderen Moselseite

Oberfell ist eine Ortsgemeinde an der Terrassenmosel im Landkreis Mayen-Koblenz in Rheinland-Pfalz. Sie gehört der Verbandsgemeinde Rhein-Mosel an, die ihren Verwaltungssitz in Kobern-Gondorf hat.

## Geographie

### Geographische Lage
Oberfell liegt am rechten Moselufer etwa 21 Kilometer von Koblenz und etwa 29 Kilometer von Cochem entfernt. Nachbargemeinden sind moselaufwärts Alken und moselabwärts Niederfell.
Die Gemeinde liegt überwiegend am Gleithang einer Moselbiegung auf der Schwemmfläche des vom Hunsrück einmündenden Oberfeller Bachs und am zum Hunsrück aufsteigenden Hang.
Zu Oberfell gehört auch der Wohnplatz Bleidenbergerhof.

### Klima
Wie auch andere Gemeinden der Untermosel liegt Oberfell klimatisch begünstigt in einer der wärmsten Regionen Deutschlands.

## Geschichte
Das Gemeindegebiet war schon in vor- und frühgeschichtlicher Zeit besiedelt. Auf dem über der Ortschaft liegenden Bleidenberg wurden bei archäologischen Ausgrabungen eine keltische Pfostenschlitzmauer und eine mittelalterliche Blidenstellung dokumentiert. Es kann von einer intensiveren Besiedlung während der Eisenzeit (ca. ab 800 v. Chr.) ausgegangen werden. Einzelfunde legen eine erste Besiedlung bereits in der Jungsteinzeit nahe. Vereinzelte Lesefunde stammen vermutlich aus der frühen Altsteinzeit.
Im Alten Reich gehörte Oberfell, wie auch das benachbarte Alken, jeweils zur Hälfte den Erzstiften Trier und Köln. In preußischer Zeit wurde es 1816 dem Kreis Sankt Goar im Regierungsbezirk Koblenz zugewiesen.
Bevölkerungsentwicklung

Die Entwicklung der Einwohnerzahl von Oberfell, die Werte von 1871 bis 1987 beruhen auf Volkszählungen:
| Jahr | Einwohner |
| ---- | --------- |
| 1815 | 363       |
| 1835 | 489       |
| 1871 | 599       |
| 1905 | 596       |
| 1939 | 687       |
| 1950 | 779       |
| 1961 | 854       |

| Jahr | Einwohner |
| ---- | --------- |
| 1970 | 930       |
| 1987 | 1004      |
| 1997 | 1169      |
| 2005 | 1141      |
| 2011 | 1095      |
| 2017 | 1127      |
| 2022 | 1.161     |

## Politik

### Gemeinderat
Der Gemeinderat in Oberfell besteht aus 16 Ratsmitgliedern, die bei der Kommunalwahl am 9. Juni 2024 in einer personalisierten Verhältniswahl gewählt wurden, und der ehrenamtlichen Ortsbürgermeisterin als Vorsitzender.
Die Sitzverteilung im Gemeinderat:
| Wahl | CDU | FWG | Gesamt   |
| ---- | --- | --- | -------- |
| 2024 | 9   | 7   | 16 Sitze |
| 2019 | 9   | 7   | 16 Sitze |
| 2014 | 9   | 7   | 16 Sitze |
| 2009 | 9   | 7   | 16 Sitze |
| 2004 | 9   | 7   | 16 Sitze |

### Bürgermeister
Sabine Meurer (CDU) wurde am 29. Juni 2022 Ortsbürgermeisterin von Oberfell. Da für eine am 3. Juli 2022 vorgesehene Direktwahl kein Wahlvorschlag eingereicht wurde, oblag die Neuwahl dem Gemeinderat. Dieser entschied sich einstimmig für Meurer. Bei der Direktwahl am 9. Juni 2024 wurde sie als einzige Bewerberin mit 91,8 % für weitere fünf Jahre in ihrem Amt bestätigt.
Meurers Vorgänger Detlef Reil hatte das Amt am 22. August 2019 übernommen. Bei der Direktwahl am 26. Mai 2019 war er mit einem Stimmenanteil von 55,35 % für fünf Jahre gewählt worden. Mit Wirkung zum 30. April 2022 legte Reil jedoch das Amt aus gesundheitlichen Gründen vorzeitig nieder. Vorgänger von Detlef Reil war René Henric (CDU), der nach fünf Jahren Amtszeit nicht erneut für diese Aufgabe kandidiert hatte.

## Kultur und Sehenswürdigkeiten

### Bauwerke
Der oberhalb der Ortschaft liegende Bleidenberg war durch eine keltische Pfostenschlitzmauer gesichert, die vermutlich das gesamte Plateau des Berges umfasste. Ein entsprechender Befund wurde 2001 bei archäologischen Grabungen gesichert. Die Gemeinde ließ einen Teil der Mauer am Fundort rekonstruieren, um die Ausmaße zu veranschaulichen. Auf dem Bleidenberg oberhalb der Ortschaft steht eine Wallfahrtskirche, die 1248 der damalige Trierer Erzbischof Arnold II. von Isenburg erbauen ließ und weihte.
Die katholische Pfarrkirche St. Nikolaus wurde im 14. Jahrhundert erbaut, der romanische Kirchturm und dessen Bemalung konnten erhalten werden. Das alte Pfarrhaus ist eines der ältesten erhaltenen Gebäude des Ortes. Im Obergeschoss ist das Heimatmuseum der Gemeinde eingerichtet.

### Regelmäßige Veranstaltungen
Am ersten Wochenende im September findet alljährlich die Weinkirmes statt. Am dritten Oktoberwochenende richtet der örtliche Junggesellenverein (Junggesellenverein 1986 Oberfell e. V.) sein traditionelles Junggesellenfest in Form eines eintägigen Oktoberfestes aus. Jeweils eine Woche vor den Sommerferien findet das Serenadenkonzert statt. Seit 1248 geht eine Woche nach Pfingsten eine Prozession zur Bleidenbergkirche. Die Kulturförderung Oberfell veranstaltet regelmäßig Konzerte, Theater, Comic usw. in der Weinscheune Birnbach, Mosella-Halle, Pfarrkirche St. Nikolaus, Wallfahrtskirche auf dem Bleidenberg, Kulturstätte "Altes Pfarrhaus".

## Weinbau
Oberfell gehört zum „Weinbaubereich Burg Cochem“ im Anbaugebiet Mosel. Im Ort sind drei Weinbaubetriebe tätig, die bestockte Rebfläche beträgt einen Hektar. Etwa 82 % des angebauten Weins sind Weißweinrebsorten (Stand 2007).
Weinlagen (moselabwärts gesehen)
- Oberfeller Rosenberg
- Oberfeller Goldlay, darüber der Oberfeller Brauneberg

### Verkehr
- Am rechten Moselufer entlang führt die B 49 Koblenz – Treis-Karden – Cochem am Ort vorbei. Eine in Richtung Hunsrück führende Kreisstraße verbindet Oberfell mit Pfaffenheck an der Hunsrückhöhenstraße (B 327).
- Es verkehrt regelmäßig ein Bus, der Oberfell mit Koblenz und Burgen verbindet.
- Im Sommerhalbjahr legen die Ausflugsschiffe der Personenschifffahrt MS Goldstück und der Personenschifffahrt Gebr. Kolb in Oberfell an.
- Des Weiteren ist Oberfell Teil der Wasserwanderroute Mosel.

### Bildung
Die Gemeinde hat eine Grundschule, eine Kindertagesstätte sowie eine Musikschule.

## Persönlichkeiten

### Söhne und Töchter
- Sonja Christ (* 1984), seit dem 4. Juni 2011 Sonja Christ-Brendemühl, Mosel-Weinkönigin 2008/2009 und Deutsche Weinkönigin 2009/2010

### Persönlichkeiten, die vor Ort gewirkt haben
- Arno Glesius (* 1965), ehemaliger Bundesligaspieler, spielte in seiner Jugend für den SSV Oberfell

## Sonstiges

Impressionen
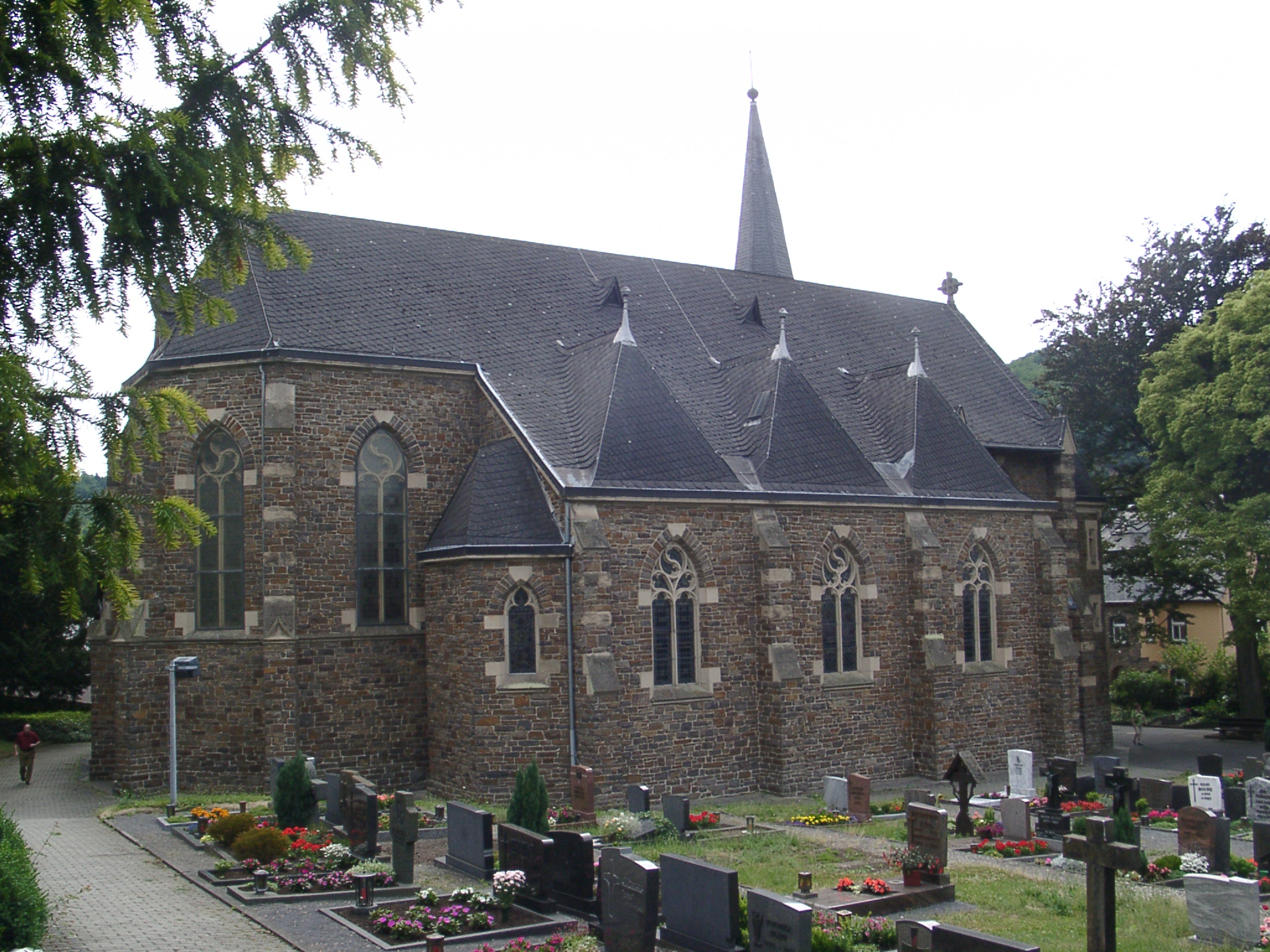
Pfarrkirche St. Nikolaus
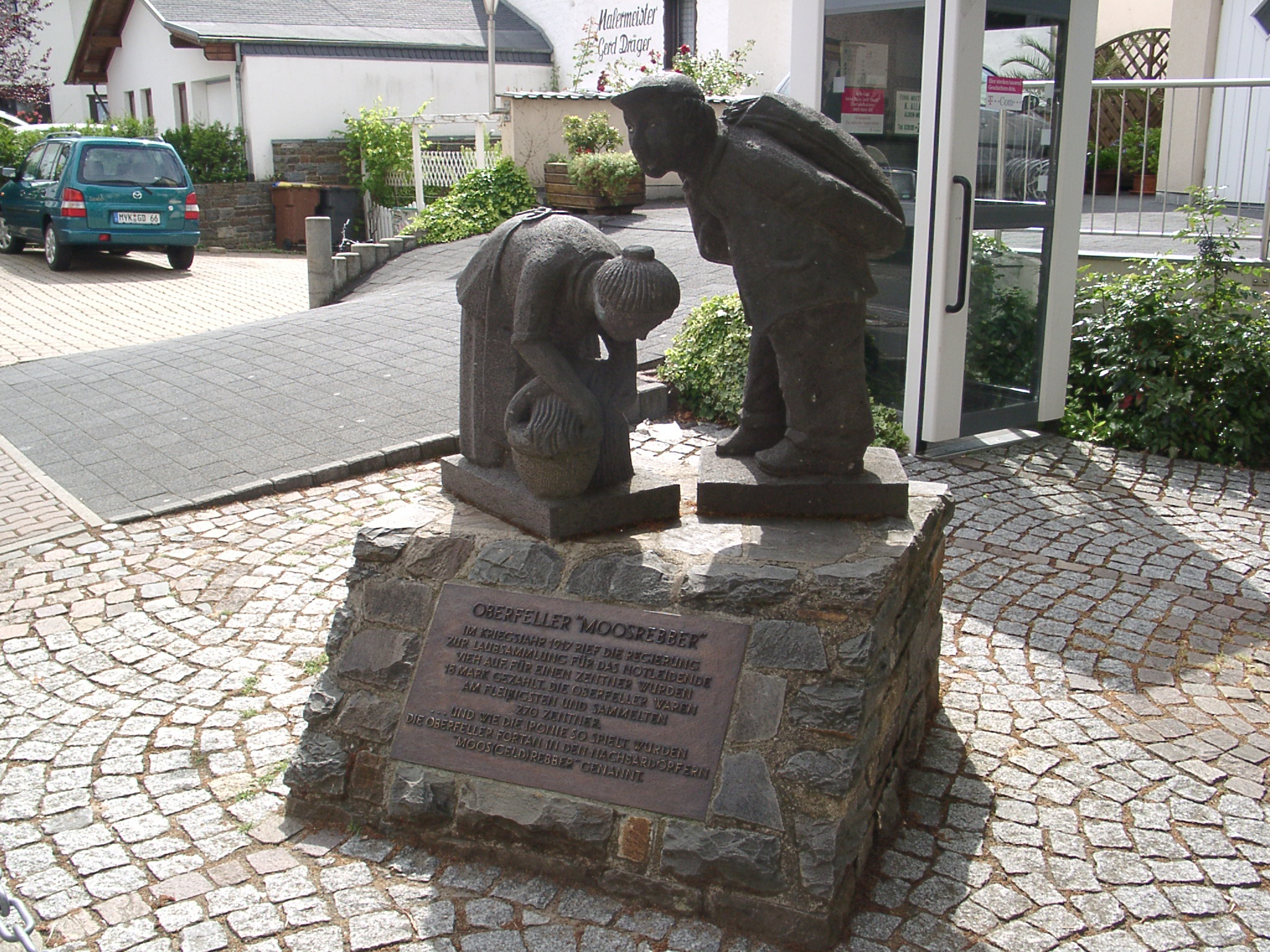
Moosrebber-Denkmal
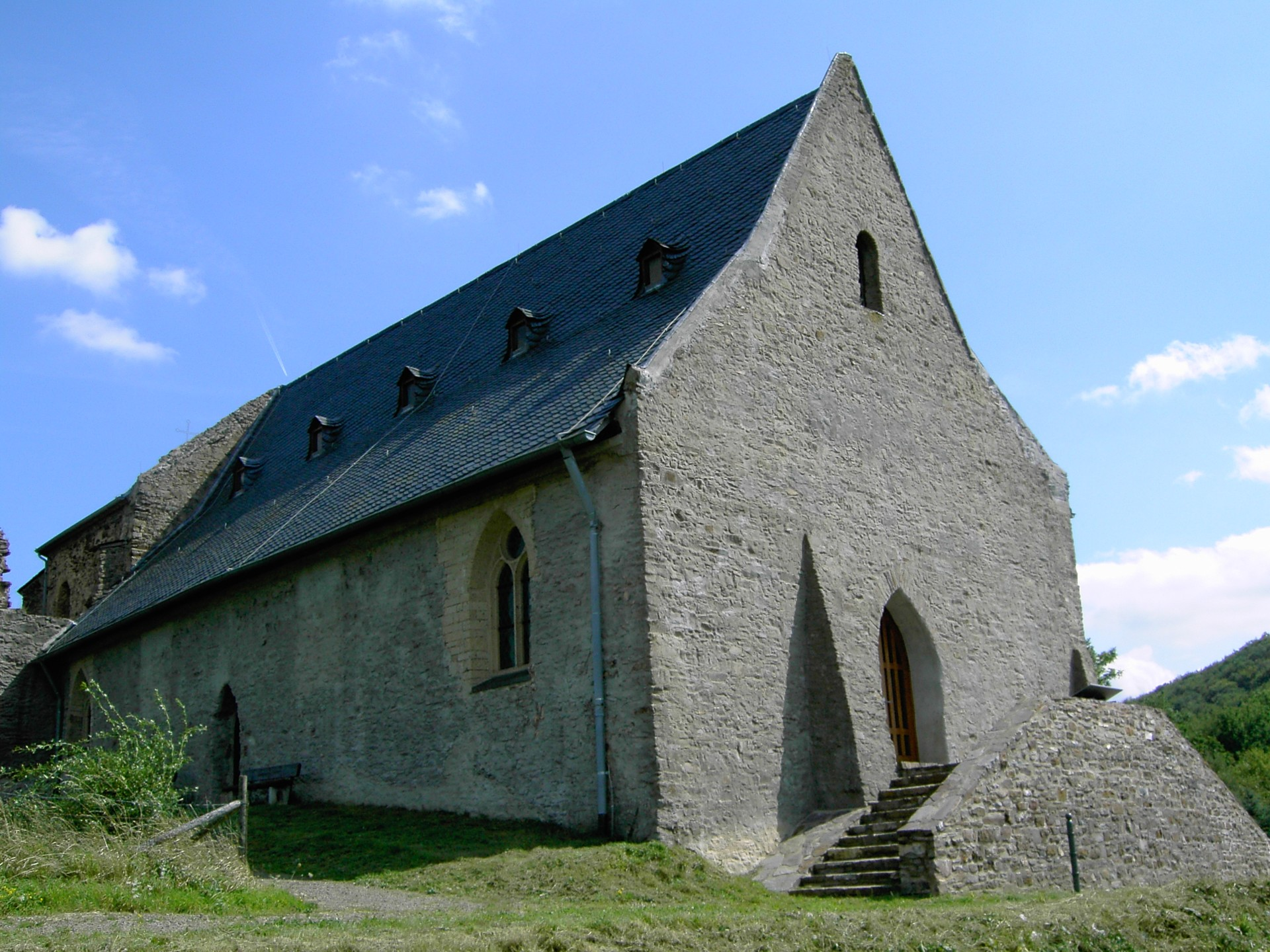
Wallfahrtskirche auf dem Bleidenberg

Oberfell erhielt im Jahr 2005 eine Goldmedaille im Landeswettbewerb Unser Dorf hat Zukunft.
Ortsneckname

Ein modernes Denkmal im Ortskern erinnert an den Ortsnecknamen Moosrebber. Die Inschrift erklärt: Im Kriegsjahr 1917 rief die Regierung zur Laubsammlung für das notleidende Vieh auf. Für einen Zentner wurden 18 Mark gezahlt. Die Oberfeller waren am fleißigsten und sammelten 270 Zentner … und wie die Ironie so spielt, wurden die Oberfeller fortan in den Nachbarorten „Moos(geld)rebber“ genannt. Auch der örtliche Möhnenverein hieß Fidele Moosrebber.